# روري هايز
روري هايز (بالإنجليزية: Rory Hayes)‏ هو فنان قصص مصورة أمريكي، ولد في 8 أغسطس 1949 في سان فرانسيسكو في الولايات المتحدة، وتوفي بنفس المكان في 29 أغسطس 1983 بسبب جرعة زائدة.